# HSG Nordhorn-Lingen

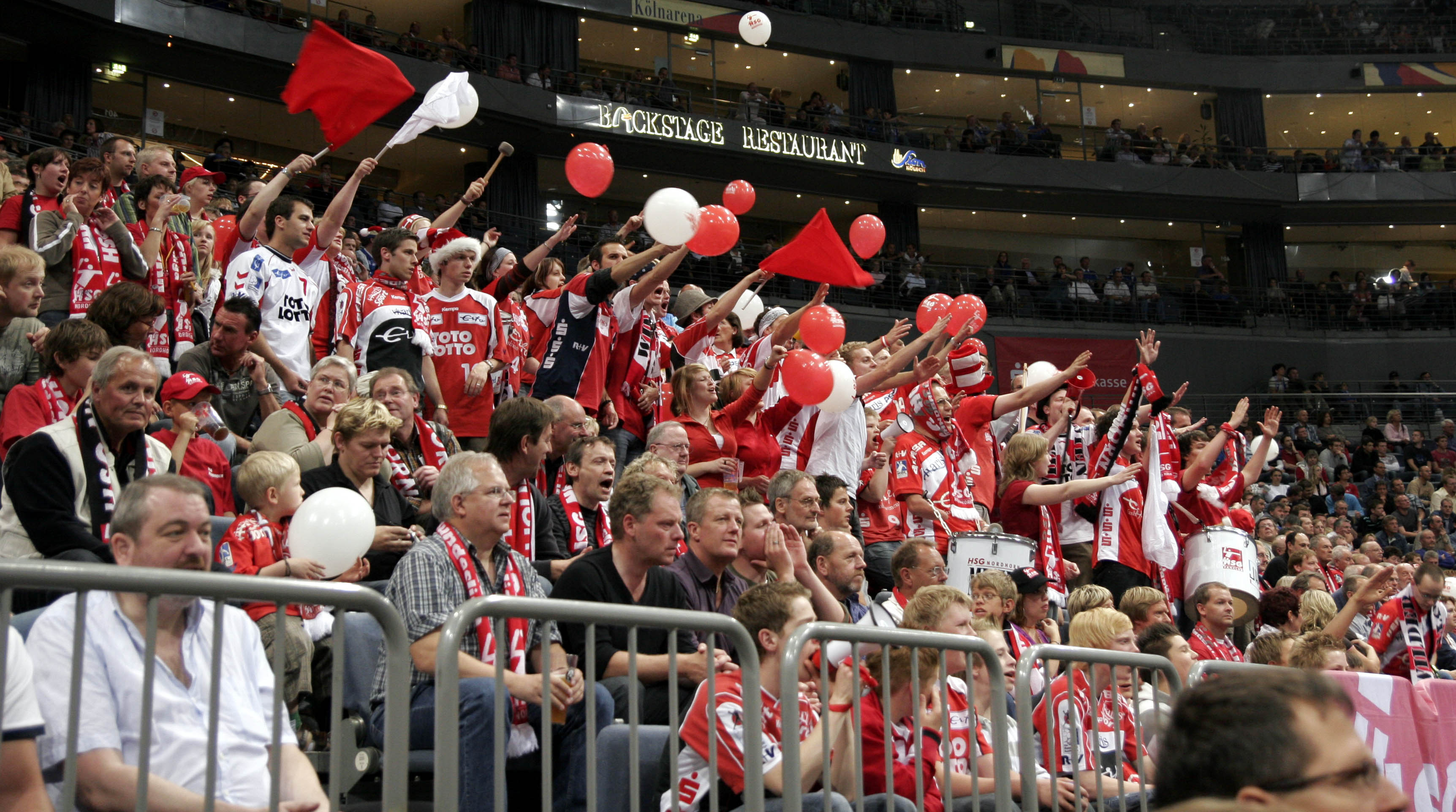
Fans der HSG Nordhorn während eines Bundesligaspiels in der Kölnarena

Die Handballspielgemeinschaft Nordhorn-Lingen ist ein Handballverein aus Nordhorn.

## Geschichte
Der Verein wurde am 1. Juni 1981 aus einem Zusammenschluss der Handball-Abteilungen von Sparta Nordhorn und von Eintracht Nordhorn als HSG Nordhorn gegründet. Nachdem die HSG 1993 Meister der Regionalliga Nord wurde, stieg sie in die 2. Bundesliga auf. Sechs Jahre später wurde sie auch dort Meister und stieg in die Handball-Bundesliga des DHB auf. Seitdem war sie dort in der oberen Tabellenhälfte zu finden und wurde 2002 deutscher Vizemeister. Die Heimspiele trägt die Mannschaft im Euregium und der EmslandArena aus.
Seit September 2008 nennt sich die Bundesliga-Mannschaft aufgrund von Etat-Problemen und damit verbundenen finanziellen Zuwendungen aus dem Emsland und der Stadt Lingen (Ems) HSG Nordhorn-Lingen. Durch die Zuwendungen konnte der Spielbetrieb zunächst aufrechterhalten werden. Am 16. Februar 2009 meldete die HSG Sportmarketing GmbH & Co KG beim Amtsgericht Nordhorn wegen drohender Zahlungsunfähigkeit Insolvenz an, am 5. März stellte Insolvenzverwalter Ulrich Zerrath schließlich den Antrag auf Eröffnung des Insolvenzverfahrens, wodurch die HSG nach TUSEM Essen als zweiter Zwangsabsteiger aus der Handball-Bundesliga in der Saison 2008/09 feststand.
Seit der Saison 2009/2010 ist die neu gegründete HSG Nordhorn-Lingen GmbH Lizenznehmer der Bundesliga-Mannschaft. Seit Dezember 2013 trägt die Mannschaft einen Teil ihrer Heimspiele in der Emslandarena in Lingen aus.
2008 gab es mit dem Sieg des EHF-Pokals den ersten internationalen Erfolg.
Am drittletzten Spieltag der Saison 2018/2019 sicherte sich die HSG nach einem 33:28-Auswärtssieg beim EHV Aue und der späteren Niederlage des HSC 2000 Coburg den erneuten Aufstieg in die Handball-Bundesliga.

## Sportliche Bilanz
Nach der Saison 1992/1993, als die HSG die Meisterschaft in der Regionalliga Nord gewann, errang sie in der Relegation den Aufstieg in die 2. Bundesliga. Dort wurde sie zweimal (1996 und 1998) Vizemeister. 1999 wurde die HSG Nordhorn schließlich Meister der 2. Bundesliga Nord und spielte nach dem Sieg in der Relegation bis 2009 in der 1. Bundesliga. Nach dem Zwangsabstieg 2009 in die 2. Bundesliga, gelang 2019 der Wiederaufstieg in die 1. Bundesliga.

### Größte Erfolge

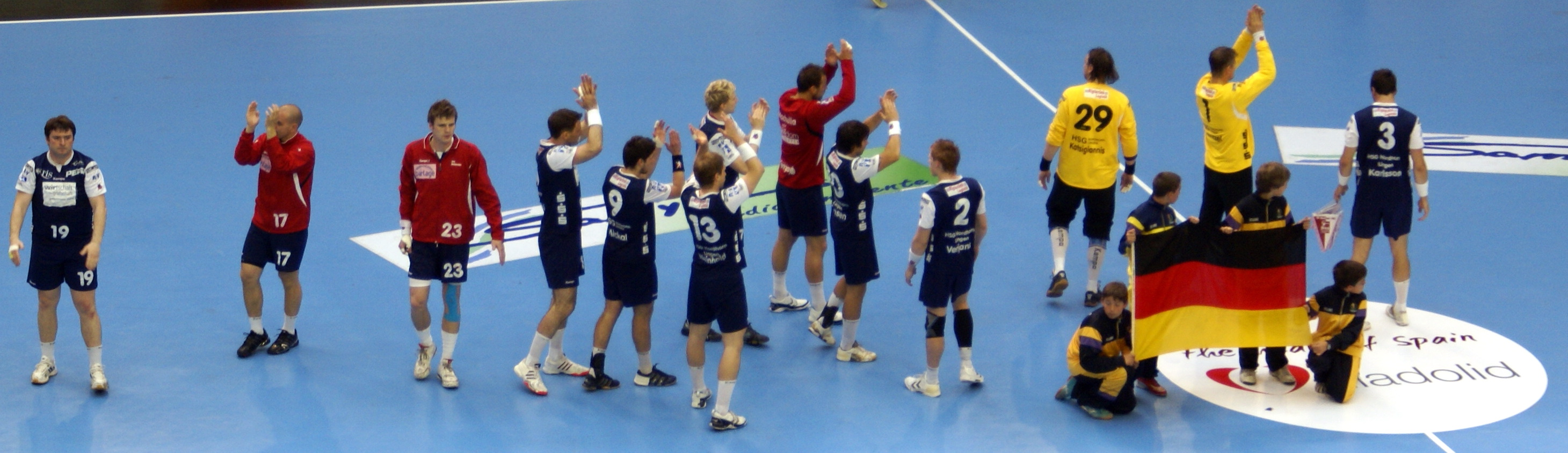
Die Mannschaft der HSG Nordhorn am 30. Mai 2009 vor dem Rückspiel um den Europapokal der Pokalsieger 2008/2009 gegen BM Valladolid in Valladolid (Polideportivo Pisuerga).

- Meister der Regionalliga Nord 1992/93 (Aufstieg in die 2. Bundesliga Nord)
- Meister der 2. Bundesliga Nord 1998/99 (Aufstieg in die Handball-Bundesliga)
- Teilnahme am Final Four (DHB-Pokal) 2000/01, 2001/02, 2004/05 und 2007/08
- Deutscher Vizemeister 2001/02
- Teilnahme am EHF-Pokal 2002/03
- 3. Platz beim Final Four im DHB-Pokal 2004/05
- Teilnahme am Europapokal der Pokalsieger 2005/06, Erreichen des Halbfinals
- Gewinner des EHF-Pokals 2008
- Erreichen des Finals im Europapokal der Pokalsieger 2008/09
- Aufstieg in die Handball-Bundesliga 2018/19

### 2007/2008
In der Saison 2007/08 fuhr die HSG in der Bundesliga 23 Siege, 4 Remis und 7 Niederlagen ein.
Es wurden 1065 (Ø 31,3; 113 7-Meter) Tore erzielt und 1018 (Ø 28,6) Gegentore kassiert, was zum 5. Tabellenplatz (Hinrunde 4.) führte. Damit erreichte die HSG die Teilnahme am EHF-Pokal 2008/2009.
In eigener Halle verlor die HSG in der gesamten Saison nur ein Mal und zwar gegen die SG Flensburg-Handewitt. Der höchste Sieg war gegen den Wilhelmshavener HV mit 32:17 (Heimspiel), die höchste Niederlage gegen den THW Kiel mit 24:34 (Auswärts).
Erfolgreichster Werfer war mit 201 Toren, davon 11 per Siebenmeter, Holger Glandorf, der seinen Vertrag um ein Jahr bis 2010 verlängerte. Durchschnittlich sahen 3537 Zuschauer die Heimspiele.
Im DHB-Pokal kam die HSG Nordhorn bis in das Halbfinale. Der größte Erfolg der Saison war der Gewinn des EHF-Pokals, was die HSG zur international erfolgreichsten deutschen Mannschaft 2008 machte.
Trotz dieses Erfolges war die HSG Nordhorn finanziell nicht gesichert. Viele Monatsgehälter der Spieler standen zum Saisonende noch aus, was unmittelbar zu Konsequenzen führte. Jan Filip, langjähriger Führungsspieler der HSG, verließ den Verein und ging zu den Rhein-Neckar Löwen. Im weiteren Verlauf der Saison verließen weitere Stammkräfte, wie Holger Glandorf und Peter Kukučka, den Verein. Dadurch konnte die HSG den Spielbetrieb bis zum Saisonende finanziell aufrechterhalten. Wiederum erreichte die HSG Nordhorn-Lingen, trotz dezimiertem Kader, das Endspiel in einem europäischen Wettbewerb.

### 2008/2009
Nach dem Abstieg in die 2. Liga durch die eingeleitete Insolvenz wurden Maik Machulla und Heiner Bültmann das neue Trainergespann. Ebenfalls unterschrieb Nicky Verjans für diese Spielzeit bei der HSG.

## Saisonbilanzen seit 1999
| Saison    | Spielklasse            | Platz | Sp | S  | U | N  | Tore      | Diff. | Punkte |
| --------- | ---------------------- | ----- | -- | -- | - | -- | --------- | ----- | ------ |
| 1999/2000 | Handball-Bundesliga    | 05    | 34 | 22 | 3 | 09 | 0877:0787 | +090  | 47:21  |
| 2000/01   | Handball-Bundesliga    | 08    | 38 | 18 | 5 | 15 | 1010:0947 | +063  | 41:35  |
| 2001/02   | Handball-Bundesliga    | 02    | 34 | 25 | 3 | 06 | 0983:0827 | +156  | 53:13  |
| 2002/03   | Handball-Bundesliga    | 05    | 34 | 21 | 1 | 12 | 1025:0973 | +052  | 43:25  |
| 2003/04   | Handball-Bundesliga    | 10    | 34 | 12 | 3 | 19 | 0999:1024 | −025  | 27:41  |
| 2004/05   | Handball-Bundesliga    | 06    | 34 | 19 | 3 | 12 | 1033:0984 | +049  | 41:27  |
| 2005/06   | Handball-Bundesliga    | 09    | 34 | 18 | 0 | 16 | 1010:0981 | +029  | 36:32  |
| 2006/07   | Handball-Bundesliga    | 05    | 34 | 23 | 3 | 08 | 1042:0960 | +082  | 49:19  |
| 2007/08   | Handball-Bundesliga    | 05    | 34 | 23 | 4 | 07 | 1065:0970 | +095  | 50:18  |
| 2008/09   | Handball-Bundesliga1   | 08    | 34 | 21 | 3 | 10 | 1071:0983 | +088  | 41:23  |
| 2009/10   | 2. Handball-Bundesliga | 04    | 32 | 19 | 3 | 10 | 0978:0926 | +052  | 41:23  |
| 2010/11   | 2. Handball-Bundesliga | 06    | 32 | 19 | 2 | 11 | 0926:0889 | +037  | 40:24  |
| 2011/12   | 2. Handball-Bundesliga | 10    | 38 | 19 | 0 | 19 | 1103:1083 | +020  | 38:38  |
| 2012/13   | 2. Handball-Bundesliga | 09    | 36 | 18 | 1 | 17 | 1013:1008 | +05   | 37:35  |
| 2013/14   | 2. Handball-Bundesliga | 06    | 36 | 21 | 2 | 13 | 0976:0920 | +056  | 44:28  |
| 2014?15   | 2. Handball-Bundesliga | 04    | 38 | 24 | 3 | 11 | 1002:0927 | +075  | 51:25  |
| 2015/16   | 2. Handball-Bundesliga | 08    | 40 | 18 | 8 | 14 | 0964:0956 | +08   | 44:36  |
| 2016/17   | 2. Handball-Bundesliga | 08    | 38 | 18 | 4 | 16 | 1008:0970 | +038  | 40:36  |
| 2017/18   | 2. Handball-Bundesliga | 07    | 38 | 20 | 5 | 13 | 0983:0970 | +013  | 45:31  |
| 2018/19   | 2. Handball-Bundesliga | 02    | 38 | 27 | 3 | 08 | 1083:0947 | +136  | 57:19  |
| 2019/20   | Handball-Bundesliga    | 18    | 27 | 02 | 0 | 25 | 0643:0787 | –144  | 04:50  |
| 2020/21   | Handball-Bundesliga    | 18    | 38 | 7  | 3 | 28 | 0964:1112 | –148  | 17:59  |
| 2021/22   | 2. Handball-Bundesliga | 05    | 38 | 23 | 0 | 15 | 1042:1013 | +029  | 46:30  |
| 2022/23   | 2. Handball-Bundesliga | 06    | 36 | 22 | 1 | 13 | 1050:0996 | +054  | 45:27  |
| 2023/24   | 2. Handball-Bundesliga | 10    | 34 | 15 | 2 | 17 | 0998:1024 | −026  | 32:36  |
| 2024/25   | 2. Handball-Bundesliga | 07    | 34 | 14 | 7 | 13 | 0992:0991 | +001  | 35:33  |

1 Zwangsabsteiger und Abzug von 4 Punkten wegen Lizenzverstoßes

## Mannschaft

### Kader Saison 2025/26
| Nr.                    | Nation      | Name                   | Position        | Größe  | Geburtsdatum  | Alter | seit | Vertrag bis | Letzter Verein        |
| ---------------------- | ----------- | ---------------------- | --------------- | ------ | ------------- | ----- | ---- | ----------- | --------------------- |
| 01                     | Danemark    | Kristian van der Merwe | Tor             | 1,91 m | 7. Feb. 1994  | 31    | 2024 |             | HSC 2000 Coburg       |
| 12                     | Deutschland | Florian Hemeltjen      | Tor             |        | 19. Juli 2003 | 21    |      |             |                       |
| 71                     | Deutschland | Luca Tschentscher      | Tor             | 1,98 m | 24. Juli 2003 | 22    | 2025 |             | SG Pforzheim/Eutingen |
| 02                     | Deutschland | Frieder Bandlow        | Rückraum rechts | 1,85 m | 6. Juni 2001  | 24    | 2024 | 2026        | TV Großwallstadt      |
| 03                     | Deutschland | Christian Wilhelm      | Kreismitte      | 1,91 m | 13. Apr. 2002 | 23    | 2025 |             | TUSEM Essen           |
| 05                     | Schweden    | Oscar Gentzel          | Rückraum links  | 1,99 m | 3. Sep. 1999  | 25    | 2025 |             | Alingsås HK           |
| 06                     | Deutschland | Max Jaeger             | Linksaußen      | 1,89 m | 17. Feb. 1997 | 28    | 2024 |             | HSC 2000 Coburg       |
| 07                     | Niederlande | Kyan van Berlo         | Rechtsaußen     | 1,77 m | 20. Juni 2004 | 21    | 2025 | 2027        | Limburg Lions         |
| 10                     | Deutschland | Maximilian Lux         | Rechtsaußen     | 1,81 m | 15. Aug. 1995 | 30    | 2023 | 2027        | EHV Aue               |
| 11                     | Deutschland | Tarek Marschall        | Rückraum Mitte  | 1,81 m | 27. Aug. 2000 | 24    | 2022 | 2026        | HC Erlangen           |
| 14                     | /           | Ian Hüter              | Rückraum Mitte  |        | 22. Okt. 1997 | 27    | 2025 |             | ASV Hamm-Westfalen    |
| 21                     | Deutschland | Mika Sajenev           | Kreismitte      | 2,04 m | 30. Juli 2003 | 22    | 2024 |             | SC DHfK Leipzig       |
| 23                     | Deutschland | Björn Zintel           | Rückraum Mitte  | 1,81 m | 1. Jan. 1996  | 29    | 2024 |             | ASV Hamm-Westfalen    |
| 24                     | Deutschland | Elias Ruddat           | Linksaußen      | 1,87 m | 12. Dez. 2002 | 22    | 2024 |             | TuS Vinnhorst         |
| 25                     | Deutschland | Jaris Tobeler          | Rechtsaußen     | 1,81 m | 10. Dez. 2000 | 24    | 2025 | 2027        | DHK Flensborg         |
| 33                     | Deutschland | Lennart Bock           | Rechtsaußen     |        | 16. Jan. 2008 | 17    |      |             |                       |
| 51                     | Kroatien    | Luka Sokolić           | Rückraum links  | 1,95 m | 15. Apr. 1990 | 35    | 2024 |             | AEK Athen             |
| 64                     | Island      | Elmar Erlingsson       | Rückraum Mitte  | 1,80 m | 16. Mai 2004  | 21    | 2024 |             | ÍBV Vestmannaeyja     |
| Stand: 16. August 2025 |             |                        |                 |        |               |       |      |             |                       |

### Trainerteam
| Nation      | Name           | Position   | Geburtsdatum |
| ----------- | -------------- | ---------- | ------------ |
| Niederlande | Mark Bult      | Trainer    | 07.09.1982   |
| Deutschland | Frank Schumann | Co-Trainer | 28.12.1979   |

### Transfers zur Saison 2025/26
| Zugänge                        | Zugänge           | Zugänge               |
| Nation                         | Name              | abgebender Verein     |
| ------------------------------ | ----------------- | --------------------- |
| Deutschland                    | Christian Wilhelm | TUSEM Essen           |
| Deutschland                    | Luca Tschentscher | SG Pforzheim/Eutingen |
| Schweden                       | Oscar Gentzel     | Alingsås HK           |
| Deutschland Vereinigte Staaten | Ian Hüter         | ASV Hamm-Westfalen    |
| Deutschland                    | Jaris Tobeler     | DHK Flensborg         |
| Niederlande                    | Kyan van Berlo    | Limburg Lions         |
| Stand: 16. August 2025         |                   |                       |

| Abgänge                | Abgänge         | Abgänge                  |
| Nation                 | Name            | aufnehmender Verein      |
| ---------------------- | --------------- | ------------------------ |
| Deutschland            | Stefan Bauer    | HBW Balingen-Weilstetten |
| Deutschland            | Lucas Firnhaber | ASV Hamm-Westfalen       |
| Deutschland            | Georg Pöhle     | HBW Balingen-Weilstetten |
| Slowakei               | Dominik Kalafut | TuS Vinnhorst            |
| Niederlande            | Sander Visser   | Ziel unbekannt           |
| Deutschland            | Luke Stricker   | OHV Aurich               |
| Kroatien               | Ivan Budalić    | ASV Hamm-Westfalen       |
| Deutschland            | Fynn Lügering   | Hurry Up Zwartemeer      |
| Stand: 16. August 2025 |                 |                          |

## Bekannte ehemalige Spieler
- Robert Andersson (1998–2003)
- Jan Filip (2000–2008)
- Jochen Fraatz (1996–2001 als Spieler, seit 2003 als Co-Trainer)
- Peter Gentzel (2001–2009)
- Holger Glandorf (1999–2009)
- Guðmundur Hrafnkelsson (1999–2001)
- Jens Häusler (1992–1998)
- Frode Hagen (1998–2002)
- Torsten Jansen (2001–2003)
- Tobias Karlsson (2008–2009)
- Karsten Kohlhaas (1998–2002)
- Andreas Larsson (1999–2004)
- Jesper Larsson (1997–2002 und 2004–2007)
- Ola Lindgren (1998–2003 als Spieler, 2003–2009 als Trainer)
- Børge Lund (2006–2007)
- Maik Machulla (2002–2010)
- Erlend Mamelund (2007–2009)
- Bjarte Myrhol (2006–2009)
- Johan Petersson (1997–2002)
- Stein Olaf Sando (1997–2000)
- Bobby Schagen (2010–2015)
- Frode Scheie (1997–1999)
- Frank Schumann (2002–2006 und 2013–2018)
- Glenn Solberg (1997–2002)
- Dragan Škrbić (2000–2002)
- Raimondas Valuckas (1990–1996)
- Eliodor Voica (1995–1998)
- Ljubomir Vranjes (2001–2006)
- Steffen Weinhold (2007–2009)

## Maskottchen
Das Maskottchen der HSG ist ein in den Vereinsfarben rot-weiß gestreifter Tiger mit dem Namen Tiga. Vor Spielbeginn am 6. Dezember 2006 wurde das Maskottchen vorgestellt, seitdem unterstützt es die 1. Mannschaft bei jedem Spiel.

## Euregium
Das Euregium wurde eigens für die HSG Nordhorn gebaut. Es wird aber auch für andere Kulturveranstaltungen genutzt, so sind dort z. B. schon Atze Schröder und Udo Jürgens aufgetreten. Da das Euregium direkt neben der Kreissporthalle des Landkreises Grafschaft Bentheim liegt, können die drei Sporthallen für Großveranstaltungen der HSG genutzt werden. Das Euregium ist seit neun Jahren der Veranstaltungsort für die Grafschafter Sportgala, welche von Jörg Wontorra moderiert wird.

Der Name ist von der Euregio abgeleitet.

## Steuerfahndung/Insolvenz
Die Geschäftsräume der HSG Nordhorn wurden am 2. September 2008 von Steuerfahndern durchsucht. Durchsuchungen wurden auch bei Trainer Ola Lindgren, Spieler Holger Glandorf und weiteren Spielern durchgeführt. Dabei wurden zahlreiche Unterlagen beschlagnahmt.
Bereits Anfang Februar 2009 verkaufte die HSG Erlend Mamelund und Peter Kukučka, um der drohenden Insolvenz entgegenzusteuern. Am 14. Februar 2009 wechselte Holger Glandorf mit sofortiger Wirkung zum TBV Lemgo und nannte diesen Schritt „das Beste, was ich für den Verein noch tun konnte“. Am 16. Februar 2009 meldete die HSG Sportmarketing GmbH & Co KG beim Amtsgericht Nordhorn Insolvenz an, denn aufgrund von Liquiditätsengpässen wurden keine Spielergehälter mehr gezahlt.